# Chokkan 2 ~Nogashita Sakana wa Ōkiizo!~
Singles de Morning Musume
Iroppoi Jirettai
(2005) Sexy Boy ~Soyokaze ni Yorisotte~
(2006)
Chokkan 2 ~Nogashita Sakana wa Ōkiizo!~ (直感2～逃した魚は大きいぞ!～) est le 28e single du groupe féminin de J-pop Morning Musume, sorti en 2005.

## Présentation
Le single sort le 9 novembre 2005 au Japon sur le label zetima, écrit et produit par Tsunku. Il atteint la 4e place du classement Oricon, et reste classé pendant 7 semaines, pour un total de 54 428 exemplaires vendus durant cette période. Il sort également dans une édition limitée avec une pochette différente et cinq cartes photo en supplément, ainsi qu'au format "single V" (DVD).
La chanson-titre figurera en version remixée sur le septième album du groupe, Rainbow 7, qui sort trois mois plus tard. C'est une nouvelle version avec d'autres paroles de la chanson Chokkan ~Toki to Shite Koi wa~, populaire en concert, présente sur le précédent album, Ai no Dai 6 Kan. Elle devait être la "face B" du single, mais fut inversée avec l'autre chanson du single prévue pour être la "face A", mal reçue semble-t-il par un public test.

## Formation
Membres du groupe créditées sur le single :
- 4e génération : Hitomi Yoshizawa
- 5e génération : Ai Takahashi, Asami Konno, Makoto Ogawa, Risa Niigaki
- 6e génération : Miki Fujimoto, Eri Kamei, Sayumi Michishige, Reina Tanaka
- 7e génération : Koharu Kusumi

## Titres
Single CD
1. Chokkan 2 ~Nogashita Sakana wa Ōkiizo!~ (直感2～逃した魚は大きいぞ!～?)
2. Koi wa Hassō Do the Hustle! (恋は発想 Do The Hustle!?)
3. Chokkan 2 ~Nogashita Sakana wa Ōkiizo!~ (Instrumental) (直感2～逃した魚は大きいぞ!～...?)

Single V (DVD)
1. Chokkan 2 ~Nogashita Sakana wa Ōkiizo!~ (直感2～逃した魚は大きいぞ!～?)
2. Chokkan 2 ~Nogashita Sakana wa Ōkiizo!~ (Close-up Ver.) (直感2～逃した魚は大きいぞ!～...?)
3. Making Eizô (メイキング映像?)